# エヌティーツール
エヌティーツール株式会社（英: NT TOOL CORPORATION ）は、愛知県高浜市に本社を置く工作機械用ツールホルダ製造会社。

## 沿革
- 1976年（昭和51年）4月 - 内藤工機製作所より分離し、エヌティーツール株式会社を設立。
- 1982年（昭和57年）2月 - 日本工作機器工業会へ入会。
- 1990年（平成2年）4月 - ドイツのウォールハプターと技術協力契約を締結。
- 1994年（平成6年）9月 - ドイツのマパールと技術協力契約を締結。
- 1996年（平成8年）8月 - ISO 9001認証を取得。
  - 9月 - アメリカとフランスでISO 9001認証を取得。
- 2001年（平成13年）12月 - エヌティーツール（タイランド）株式会社を設立。
- 2003年（平成15年）4月 - アメリカ現地法人NT USA Corp.設立。
- 2005年（平成17年）7月 - ISO 14001認証を取得。

## 主な製品
- NCツーリング
- 関連機器
- ツールプリセッタ
- 専用機ツーリング
- メントリ
- ジグ用ブシュ

## 主要事業所
- 本社・本社工場（愛知県高浜市）
- 東京営業所（東京都港区）
- 大阪営業所（大阪府大阪市淀川区）
- 広島事業所（広島県広島市西区）
- 飯田工場（長野県飯田市）

## 関連会社
- エヌティーエンジニアリング株式会社
- エヌティー精密株式会社
- エヌティーテクノ株式会社